# Megistopoda theodori
Megistopoda theodori är en tvåvingeart som beskrevs av Wenzel 1966. Megistopoda theodori ingår i släktet Megistopoda och familjen lusflugor. Inga underarter finns listade i Catalogue of Life.